# 6660 Matsumoto
6660 Matsumoto este un asteroid din centura principală, descoperit pe 16 ianuarie 1993, de Tsutomu Seki.